# Amaryllis Consort
L'Amaryllis Consort è stata una formazione vocale inglese di musica classica di cui non si trova quasi nessuna notizia, il che fa pensare che sia stata una formazione dall'organico variabile utilizzata per questo particolare progetto, che ha prodotto alcuni concerti e l'incisione di tre album di madrigali. I primi due sono stati editi da una piccola etichetta e poi riediti dalla MCA classics. Tutto comunque ruota attorno alla figura di Charles Brett, che risulta come uno dei fondatori e direttore della stessa formazione.
Vi sono anche altre formazioni con nome simile.

## Formazione

### Nell'albumEnglish Madrigals
- Gillian Fisher (soprano)
- Jennifer Smith (soprano)
- Charles Brett (controtenore)
- Ian Partridge (tenore)
- Stephen Roberts (basso o baritono)
- Michael George (basso)
- Charles Brett (direttore)

### Altri componenti
- Robert Aldwinckle (clavisembalo)
- Simon Birchall (basso-baritono)

## Discografia

### Album
- 1986 – Italian Madrigals, IMP Classics
- 1987 – English Madrigals, IMP Classics
- 1989 – Treasury Of English Madrigals, MCA Classics
- 1990 – The Glory of the Italian Madrigal, MCA Classics
- 1993 – Johann Christoph Demantius: Danses & Madrigaux, Disques Pierre Verany 793032